# سیارک ۶۷۹

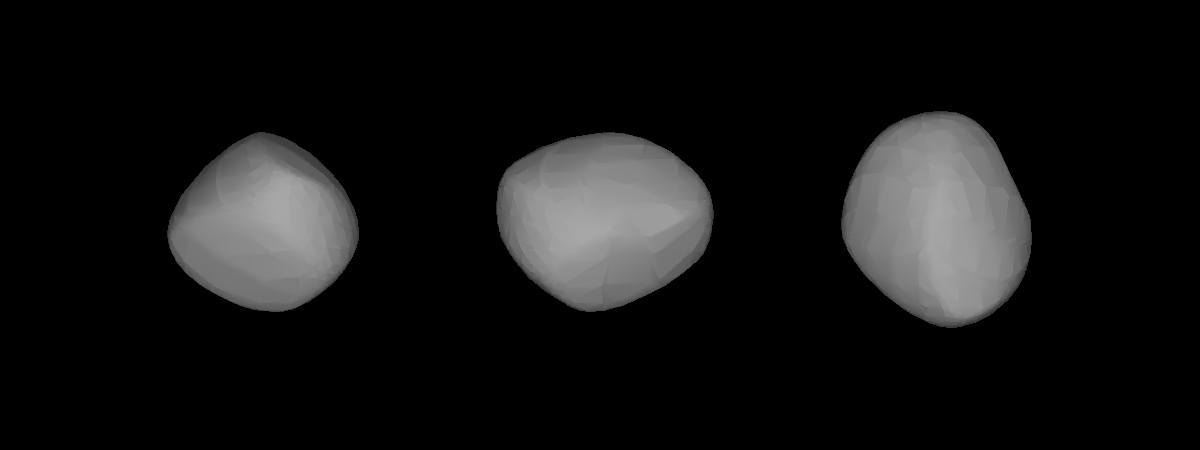
مدل سه‌بُعدی سیارک ۶۷۹ بر طبق منحنی نور آن

سیارک ۶۷۹ (به انگلیسی: 679 Pax، نامگذاری:1909FY) ششصد و هفتاد و نهمین سیارک کشف شده‌است که در ۲۸ ژانویه ۱۹۰۹ و در هایدلبرگ کشف شد.
قدر مطلق سیارک برابر ۹٫۰۱ است.